# تپه قورق
تپه قورق مربوط به سده‌های میانه دوران‌های تاریخی پس از اسلام است و در شهرستان مرند، بخش مرکزی، دهستان هرزندات شرقی، شمال روستای عریان تپه واقع شده و این اثر در تاریخ ۲۷ اسفند ۱۳۸۶ با شمارهٔ ثبت ۲۲۵۷۹ به‌عنوان یکی از آثار ملی ایران به ثبت رسیده است.